# Caspar Corbeau
Caspar Corbeau, né le  3 avril 2001 à Santa Cruz, est un nageur américano-néerlandais. Il représente les Pays-Bas au niveau international.
Il est médaillé de bronze aux Jeux olympiques d'été de 2024 dans la catégorie du 200 m brasse.

## Palmarès

### Jeux olympiques d'été
- Jeux olympiques 2024 à Paris ( France) :
  -  Médaille de bronze du 200 m brasse.

### Championnats du monde
- Championnats du monde 2024 à Doha ( Qatar) :
  -  Médaille d'argent du 200 m brasse.
  -  Médaille d'argent du 4 × 100 m quatre nages (participe uniquement aux séries).
- Championnats du monde 2025 à Singapour :
  -  Médaille de bronze du 200 m brasse.